# Gunung Tiga I
Gunung Tiga I is een bestuurslaag in het regentschap Kaur van de provincie Bengkulu, Indonesië. Gunung Tiga I telt 365 inwoners (volkstelling 2010).